# Geodessus besucheti
Geodessus besucheti är en skalbaggsart som beskrevs av Michel Brancucci 1979. Geodessus besucheti ingår i släktet Geodessus och familjen dykare. Inga underarter finns listade i Catalogue of Life.